# Franc Černe (veterinar)
Franc Černe, slovenski veterinar, * 17. oktober 1927, Ljubljana, † oktober 2017.

## Življenje in delo
Diplomiral je 1955 na Veterinarski fakulteti v Zagrebu ter 1965 doktoriral na ljubljanski Biotehniški fakulteti. Strokovno se je izpopolnjeval v ZDA in Nemčiji. Leta 1956 se je zaposlil na Veterinarskem zavodu Slovenije in bil tu med drugim vodja osemenjevalnega centra, od 1972 pa višji znanstveni svetnik. Leta 1984 je bil izvoljen za izrednega profesorja na oddelku za veterinarstvo na ljubljanski Biotehniški fakulteti; v letih 1990−1996 pa je bil tam redni profesor.
Černe je leta 1959 v Jugoslaviji uvedel umetno osemenjevanje prašičev, pozneje v prakso uvedel nove metode osemenjevanja in zgodnje ugotavljane brejosti ter preventivo plodnostnih motenj prašičev. Ukvarjal se je tudi s transplantacijo in konzerviranjem zarodkov pri prašičih.